# Ricardo Williams (músico)
José Ricardo Williams Salcedo (Quito, 13 de noviembre de 1961) es un cantautor, productor, escritor y actor ecuatoriano. 

## Trayectoria

### Inicios
Tras colaborar por un corto tiempo con la agrupación Umbral, Williams debuta como cantante solista a finales de los años 80 bajo el seudónimo Dómino, lanzando varios sencillos como «Exorcismos de amor» y «Barajas de placer», con un éxito moderado en las radios de Quito. En 1989 debuta también como actor, interpretando el personaje de Mateo Santini (adulto) en la adaptación ecuatoriana de la teleserie El Ángel de Piedra, papel que lo da a conocer definitivamente en su país, al interpretar además el tema «Ángel», junto con Riccardo Perotti. En 1990 participa de la miniserie La Jaula con el tema «Sobre arenas movedizas», que denunciaba la violencia de género. Participó también en las producciones La Baronesa de Galápagos (1992, dirigida por Carl West) y Cumandá (1993), dirigida por César Carmigniani.
En 1992 edita el tema «Verde Manzana», canción ecologista que marca un nuevo giro en su carrera musical. En 1997, con auspicio del desaparecido impreso ecuatoriano Diario Hoy publica el disco split Lo mejor de Perotti & Williams, que recopila temas de su autoría y del también músico ecuatoriano Riccardo Perotti. En 1998 publica el álbum larga duración El juego del fuego.
En febrero de 1999 formó parte del histórico festival Pululahua, Rock desde el Volcán, compartiendo escenario junto a músicos y bandas como Pedro Aznar, Fabiana Cantilo, Nito Mestre, La Ley, Babasónicos y más.

## Años 2000
En 2009, en colaboración con otros artistas ecuatorianos relanza el tema «Menos hombre, Más humano» (originalmente editado en 2001), que de manera similar a «Sobre arenas movedizas», se enfoca en el tema de prevención de la violencia contra las mujeres, formando parte de la campaña Reacciona Ecuador, el machismo es violencia. Manteniendo su preocupación por las problemáticas sociales, en 2011 edita el álbum Tranquilo, enfocándose esta vez en la prevención del consumo de alcohol.
Durante esta etapa, Williams también edita varios discos dirigidos al público infantil y adolescente como Ángel de mi guarda (2002), Canciones Comelonas (2005), Bulling ¡No! (2014), entre otros, así como varios libros. Volvió a participar como actor en la serie Tierra de Serpientes (2016) de la cadena TC Televisión.

## Actualidad
Luego de la pandemia por Covid-19 y tras culminar su matrimonio con María Fernanda Bueno, en febrero de 2022 presentó su última producción, Gracias Mujer.

## Discografía
Como Dómino:
- Barajas de placer (single, 1989)
- Sobre arenas movedizas (single, 1990)
- S.O.S. por un planeta azul (EP, 1991)

Como Ricardo Williams:
- Princesas del Ruido (EP, 1992)
- Verde Manzana (single, 1992)
- Feliz Cumpleaños Tierra (1994)
- Galapaguitos (1997)
- El juego del fuego (1998)
- Monstruos (2000)
- Menos hombre más humano (2001)
- Días de Amor (2014)
- Gracias Mujer (single, 2022)

Álbumes con temática infantil y adolescente:
- Ángel de mi Guarda (2002)
- Canciones Comelonas (2005)
- Rezo (2006)
- Oro Azul (2008)
- La Tierra del Volcán (2010)
- La Ciudad Bajo la Ciudad (2011)
- Mis Hábitos (2008)
- Si te tocan (2010)
- Qué vas a hacer (2010)
- Tranquilo (2011)
- Bulling ¡No! 1 (2014)
- Bulling ¡No! 2 (2014)
- Locos de valores (2015)
- La tierra del volcán (2018)

Colaboraciones:
- Lo mejor de Perotti & Williams, con Riccardo Perotti (split, 1997)
- Galapaguitos, con Cristian Mejía y Crayón (1997)

## Obras
Cuentos
- Ángel de mi Guarda (2006)
- Canción de Cuna para despertar a Papá (2007)
- Monstruos (2010)
- Verde Manzana (2012)
- Levanta la Mirada (2020)
- Un héroe con plumas (2019)
- Ramona, fuera de cobertura (2019)
- De la Ciudadanía digital a la Bulimia espiritual (2022)